# Tempelhofer Parkfriedhof

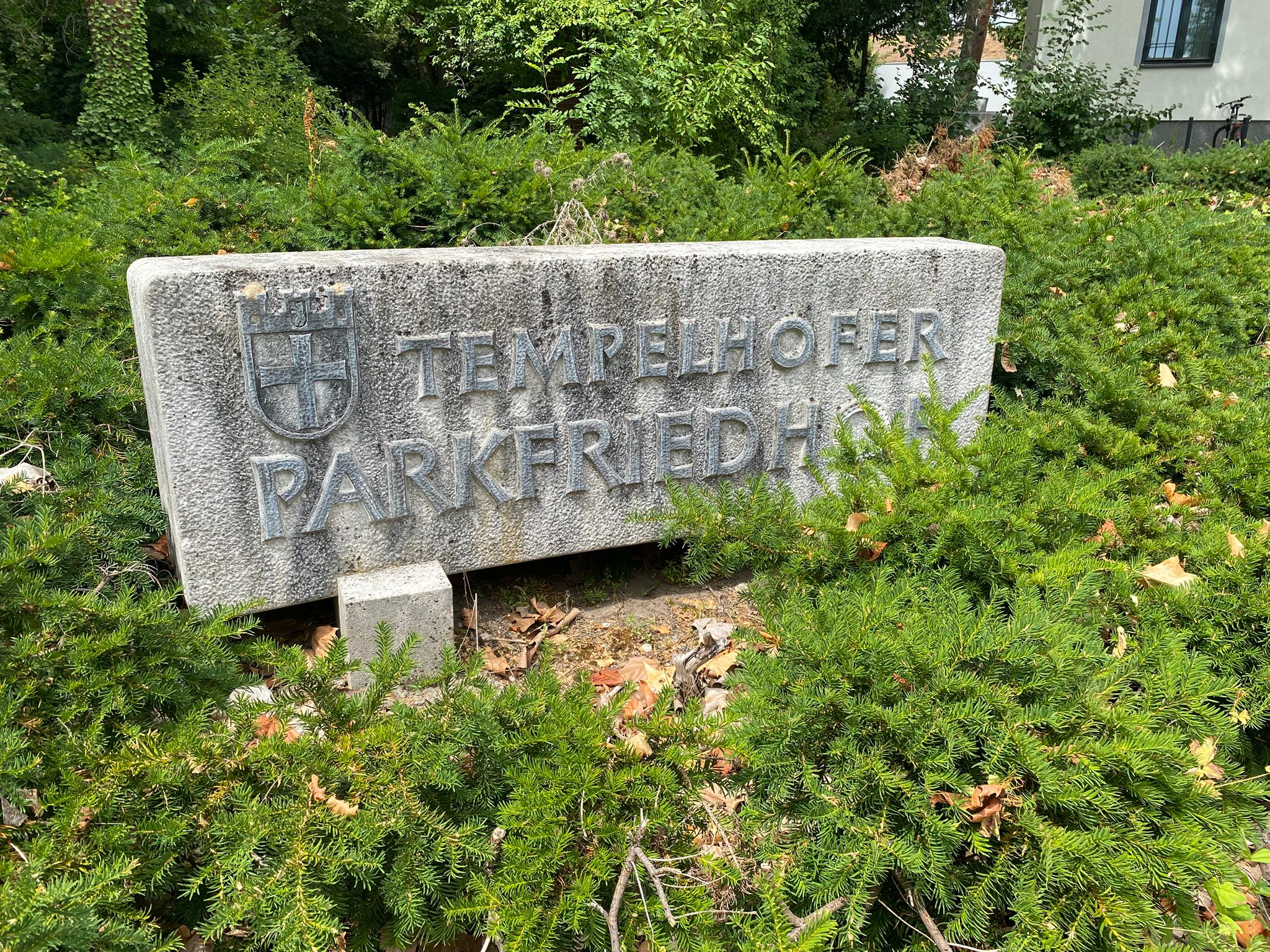
Haupteingang

Der landeseigene Tempelhofer Parkfriedhof ist eine ehemalige Begräbnisstätte im Berliner Ortsteil Tempelhof. Sie wurde zu Beginn des 20. Jahrhunderts eröffnet und hat eine Fläche von 12,4 Hektar. Der Haupteingang liegt an der Gottlieb-Dunkel-Straße. Ein weiterer Zugang befindet sich auf der gegenüberliegenden Seite an der Schätzelbergstraße.
Nach einem Beschluss des Bezirksamtes Tempelhof vom 25. November 1996 erfolgten ab dem 1. April 1997 keine neuen Beisetzungen mehr. Das 30-jährige Nutzungsrecht für noch bestehende Grabstätten läuft zum 31. März 2027 ab.
Das Gelände ist allerdings mittlerweile (Stand Sommer 2025) fast komplett geräumt. Am Haupteingang existiert noch der in Stein gemeißelte Lageplan, darunter eine Gedenktafel für den Journalisten Lothar Erdmann, einem Opfer des Nationalsozialismus. Die Feierhalle ist größtenteils zugewachsen. Neben den Resten eines Kolumbariums finden sich lediglich vereinzelte, jedoch verwaiste Grabstätten, unter anderem die des Feuerwerkers Werner Stephan, der 1957 bei einer Bombenentschärfung ums Leben kam, und der Familie Mussehl. Vollständig erhalten ist auch die zentral liegende Gedenkstätte für Opfer des Zweiten Weltkrieges und das an deren Rand befindliche Einzelgrab des Widerstandskämpfers Heinz Kapelle. Der Hauptweg führt direkt auf dieses Ehrenfeld zu. Ein weiteres  Ehrenfeld mit Weltkriegsopfern befindet sich links des Haupteingangs. 
Ob der Friedhof künftig als öffentliche Grünfläche weiter bestehen bleibt oder für den Wohnungsbau genutzt werden soll, ist derzeit noch nicht entschieden.

## Bildergalerie

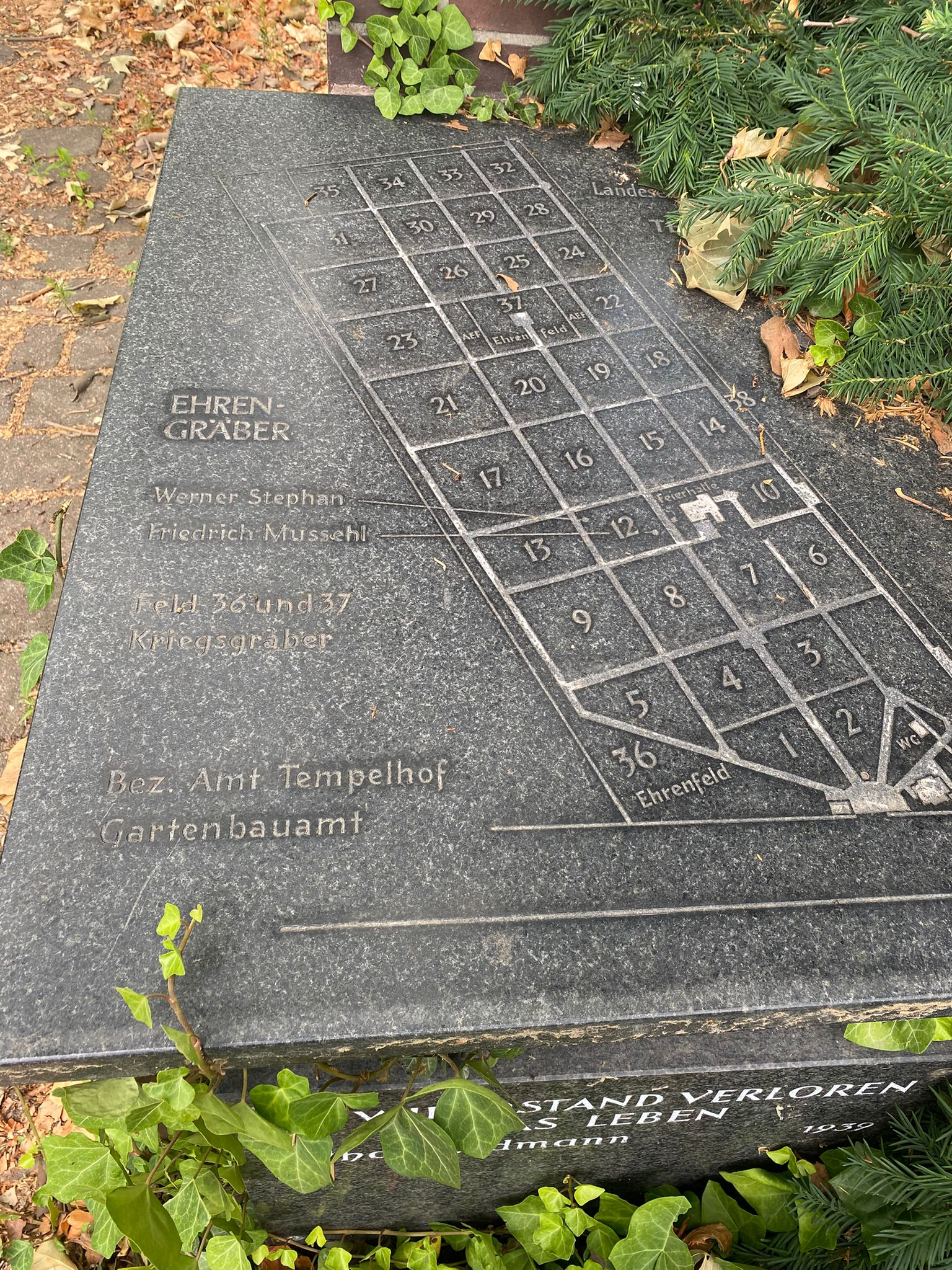
Lageplan
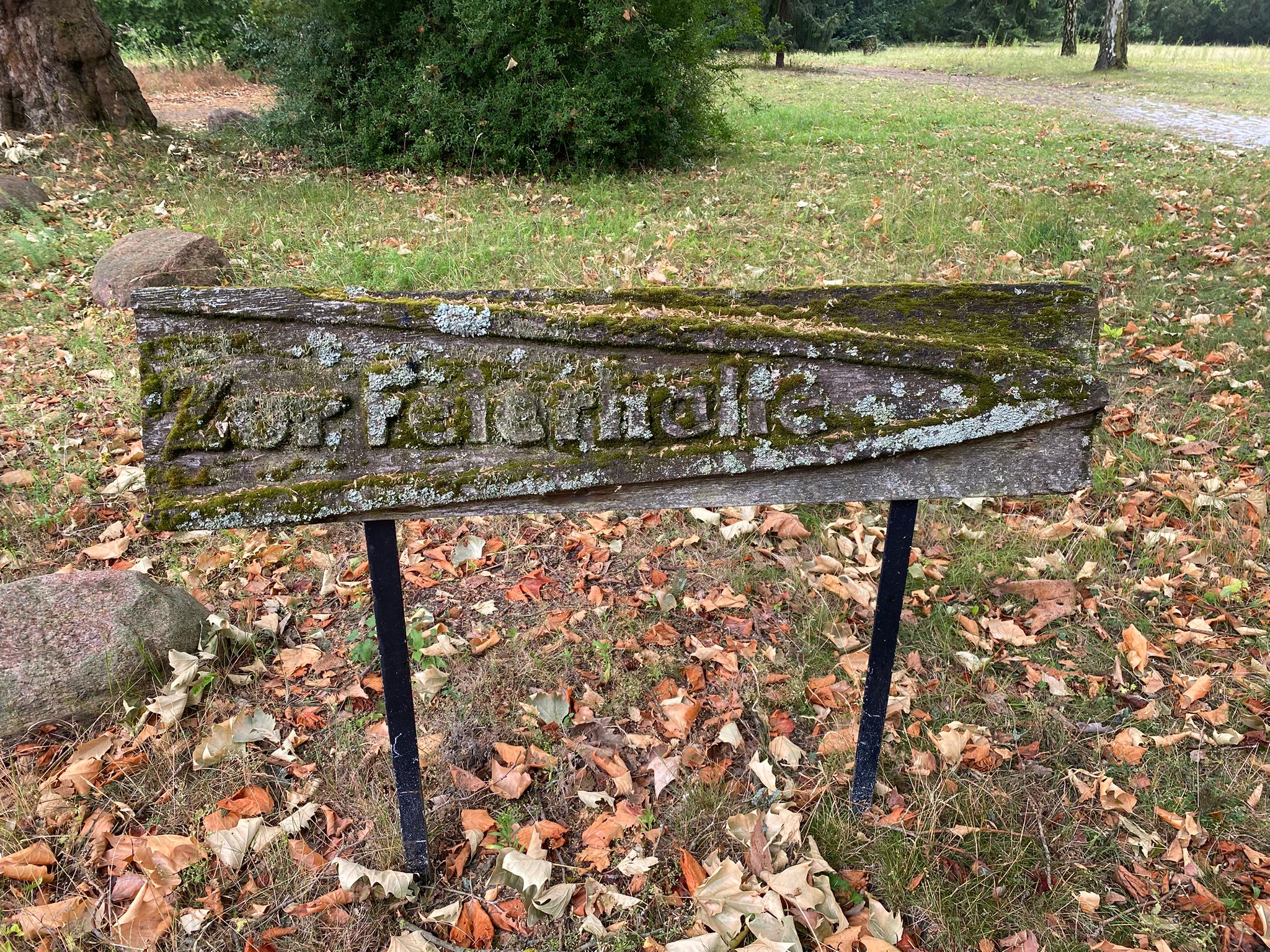
Wegweiser zur Feierhalle
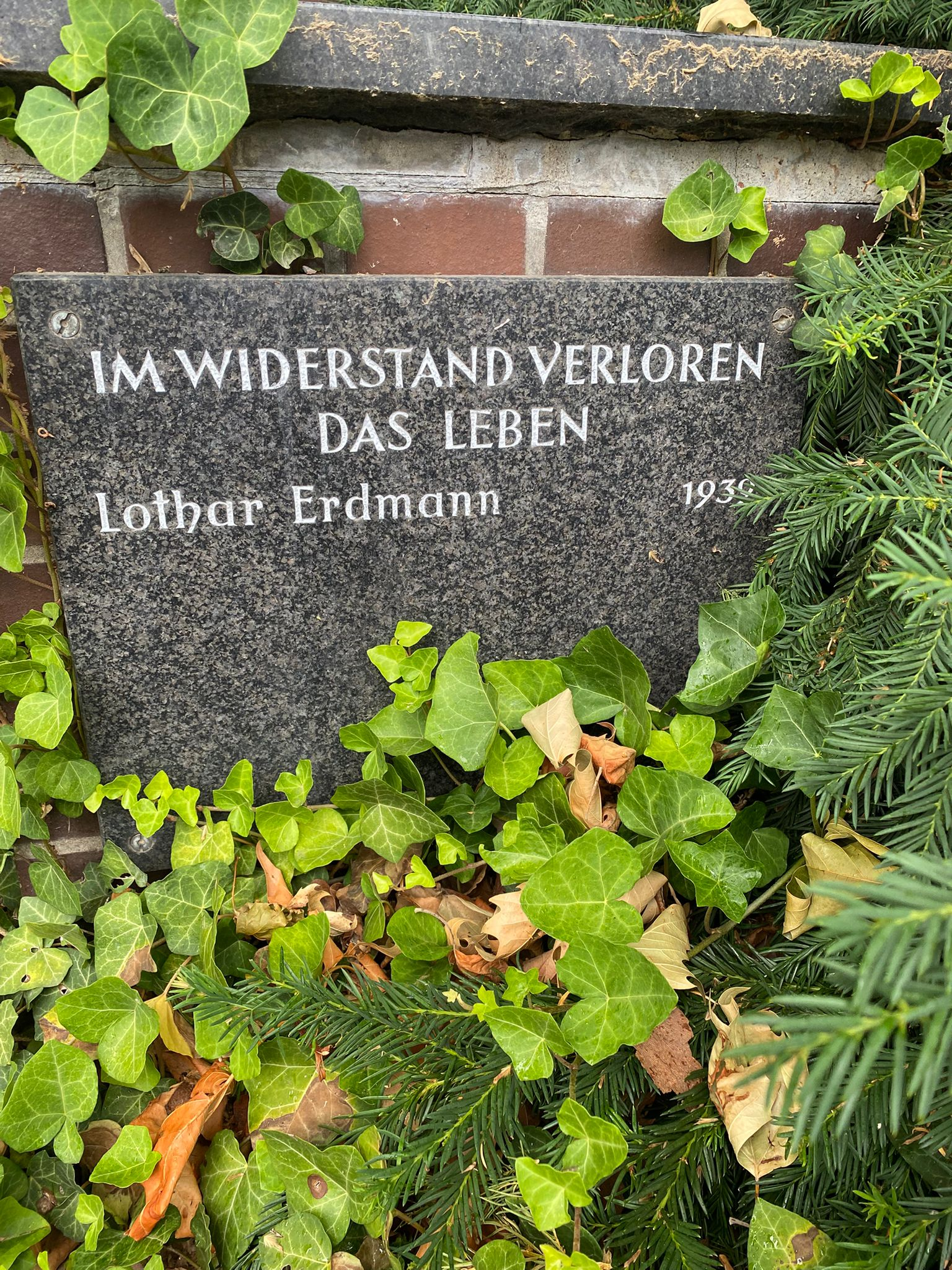
Gedenktafel für Lothar Erdmann
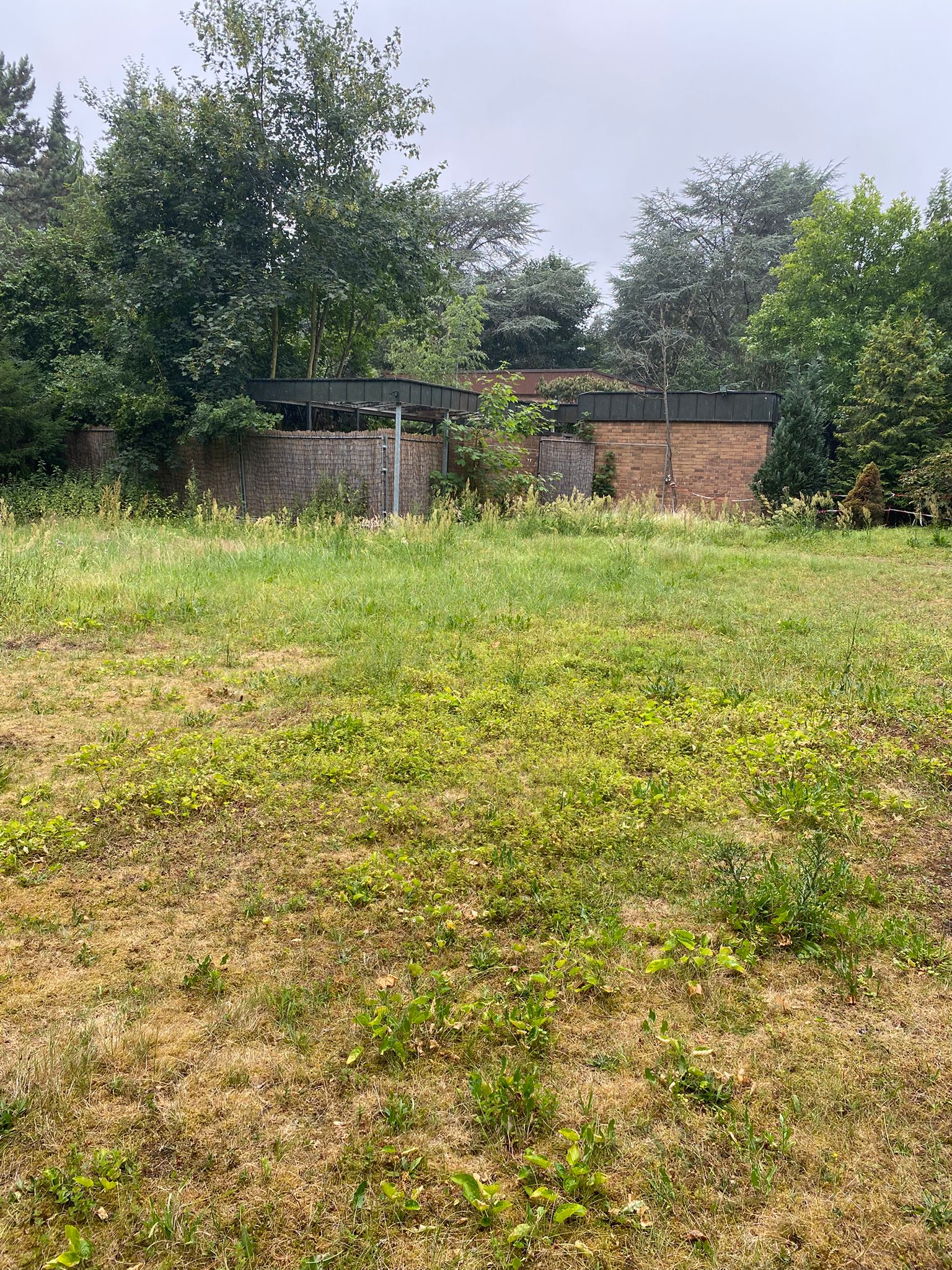
Ehemalige Feierhalle
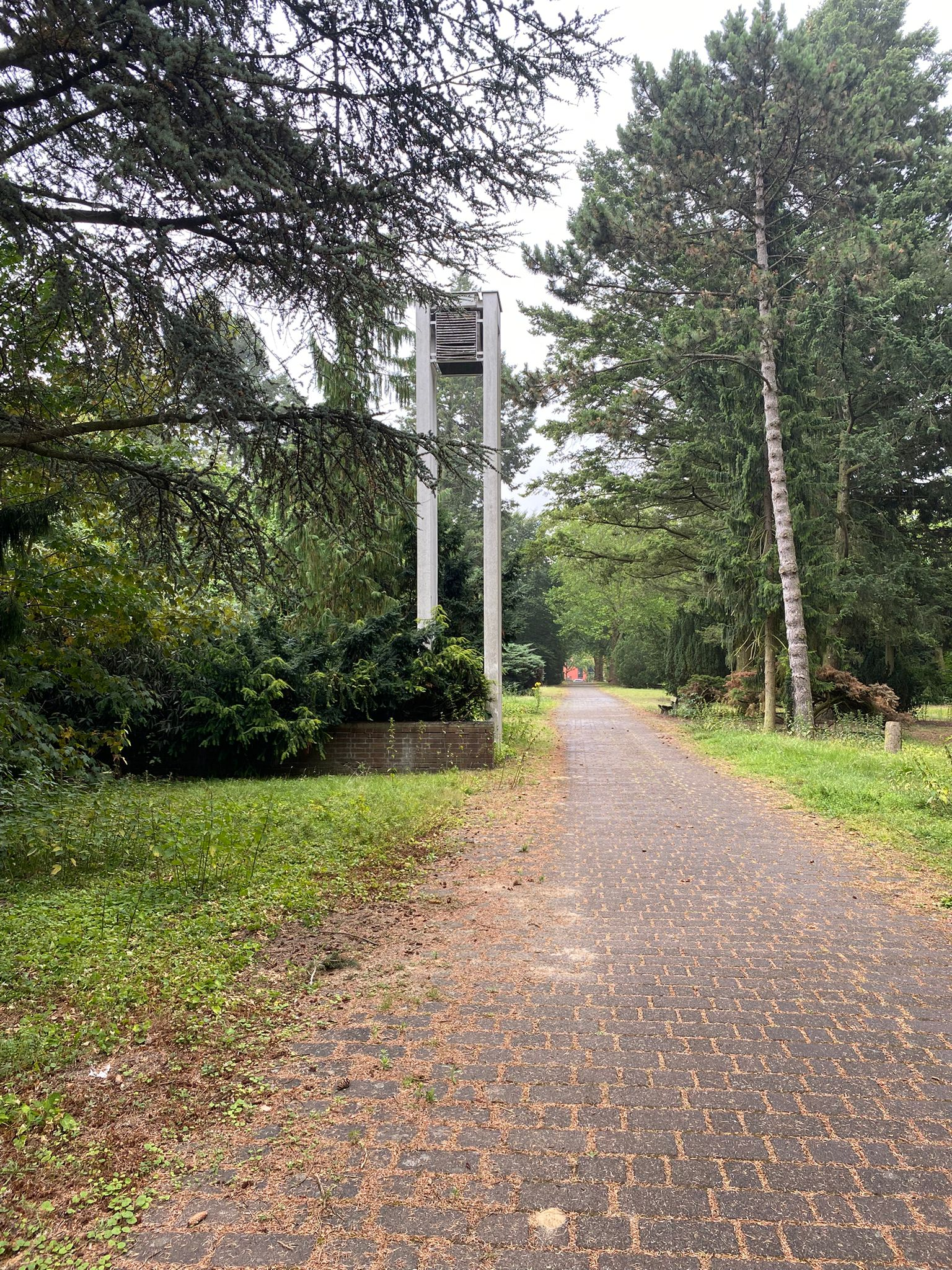
Hauptweg mit ehemaligem Glockenturm
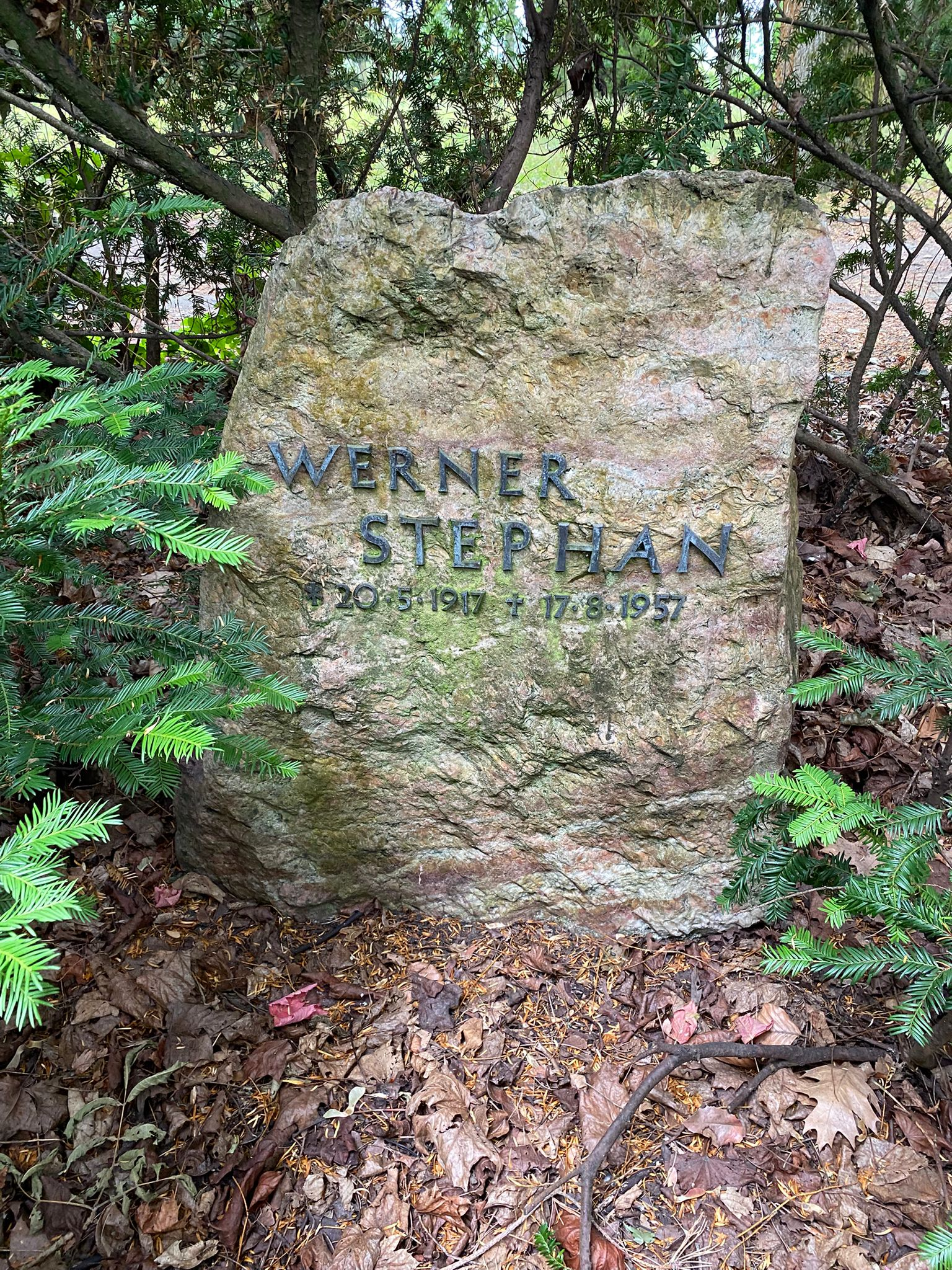
Grabstätte Werner Stephan
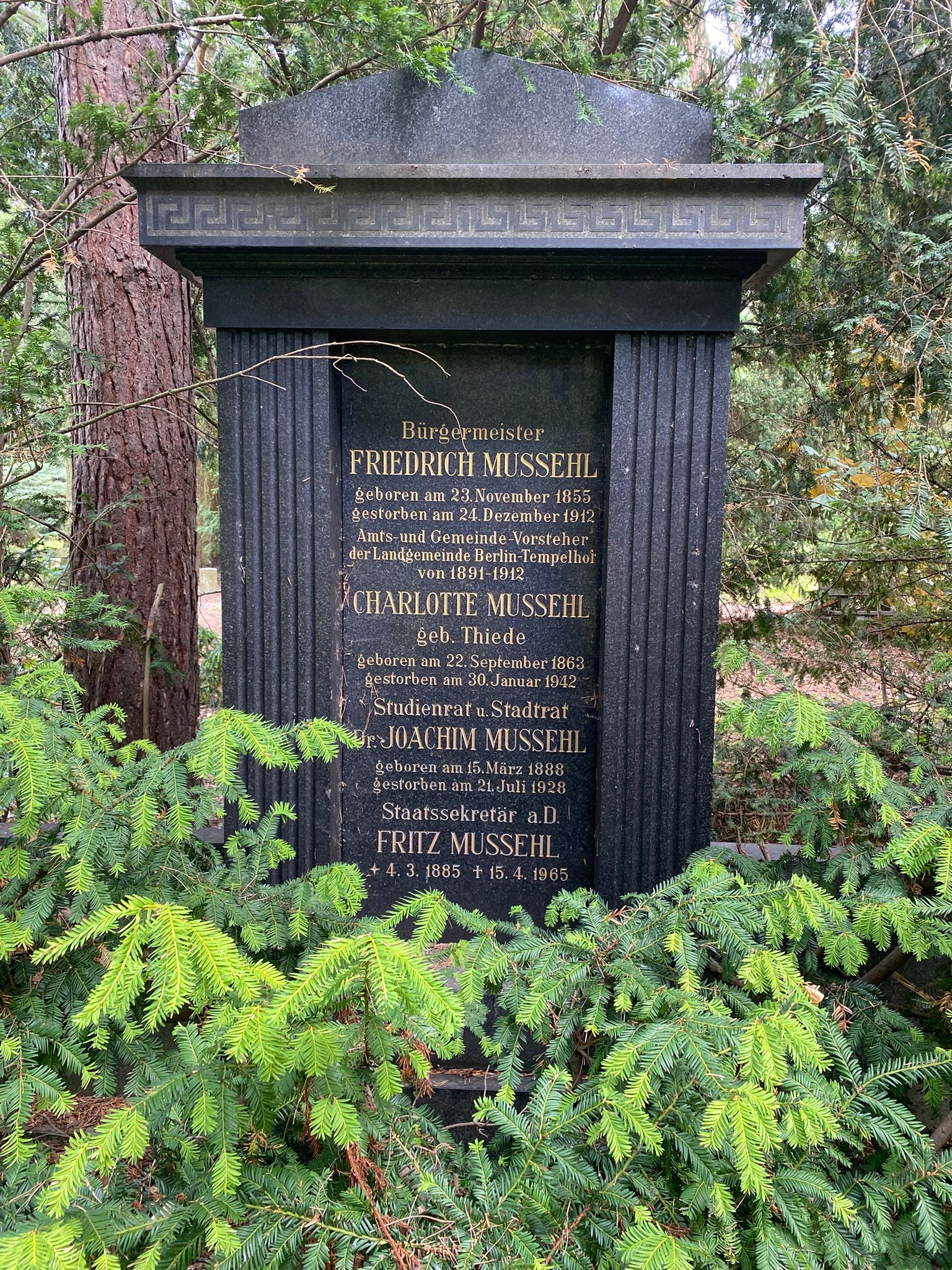
Familiengrabstätte Mussehl
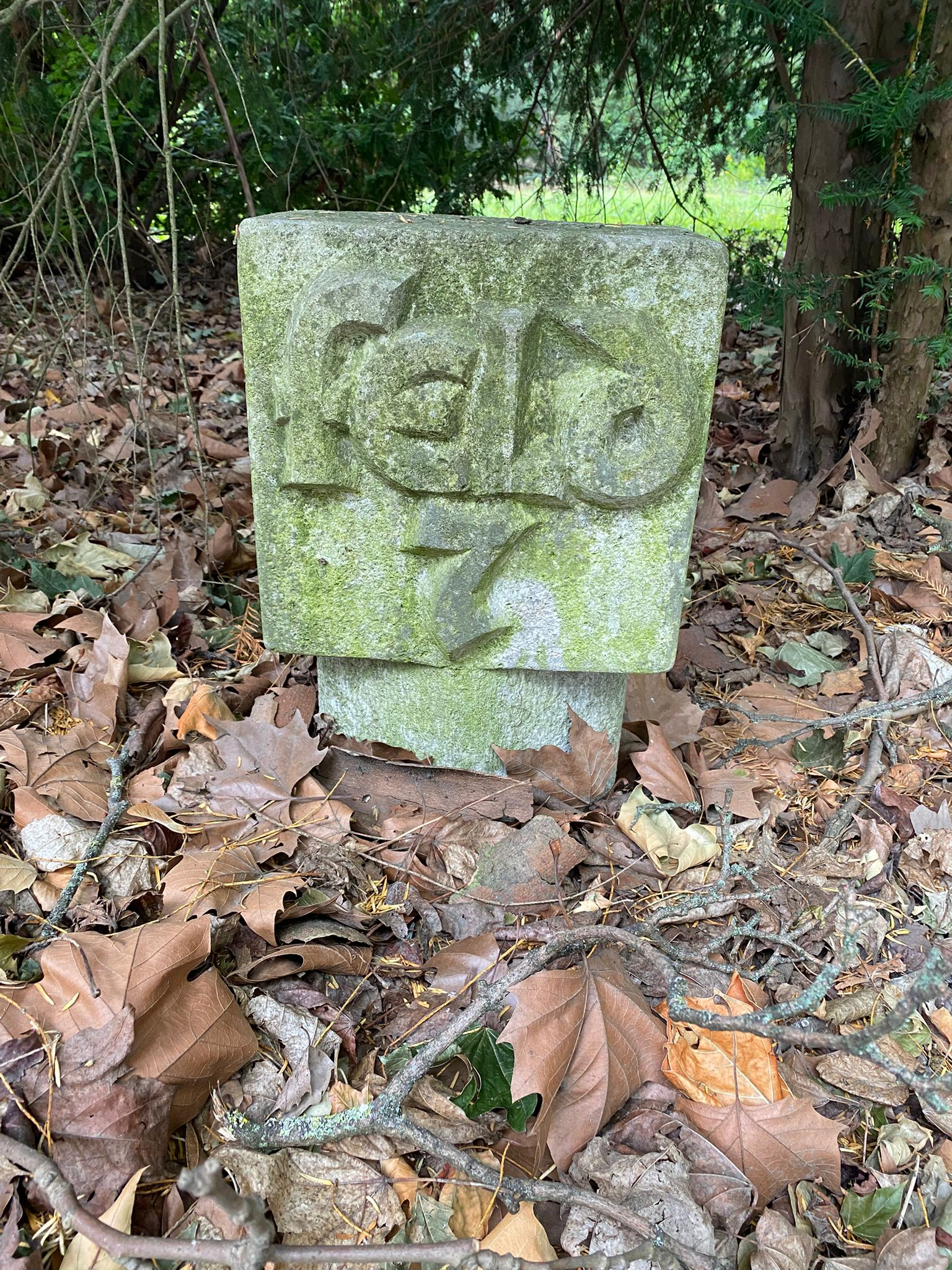
Markierungsstein
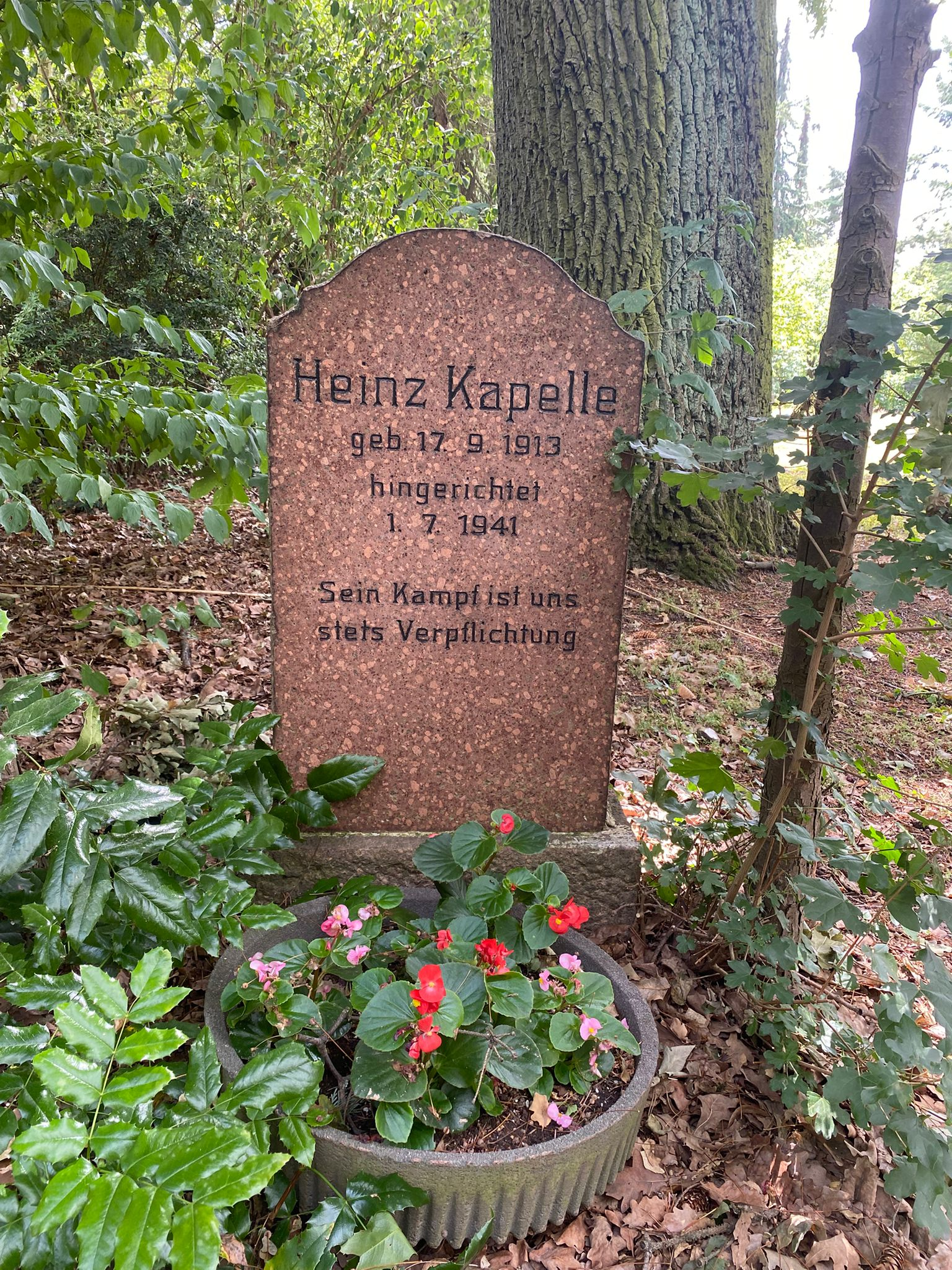
Grabstätte Heinz Kapelle
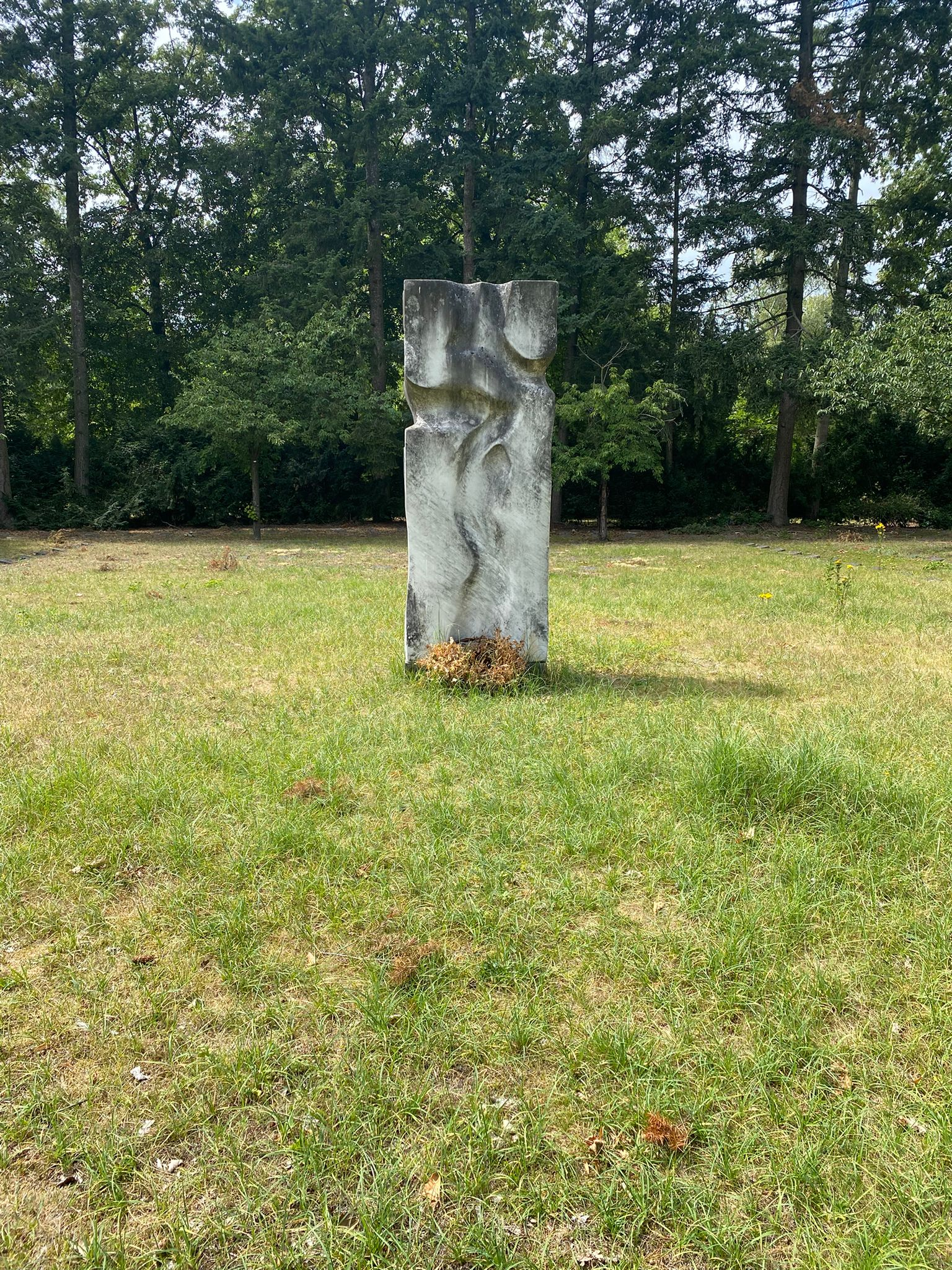
Zentrales Ehrenfeld